# Ruisseau des Cinq Milles
Ruisseau des Cinq Milles är ett vattendrag i Kanada.   Det ligger i provinsen Québec, i den sydöstra delen av landet, 300 km nordost om huvudstaden Ottawa.
I omgivningarna runt Ruisseau des Cinq Milles växer i huvudsak blandskog. Trakten runt Ruisseau des Cinq Milles är nära nog obefolkad, med mindre än två invånare per kvadratkilometer.